# Calvert Vaux

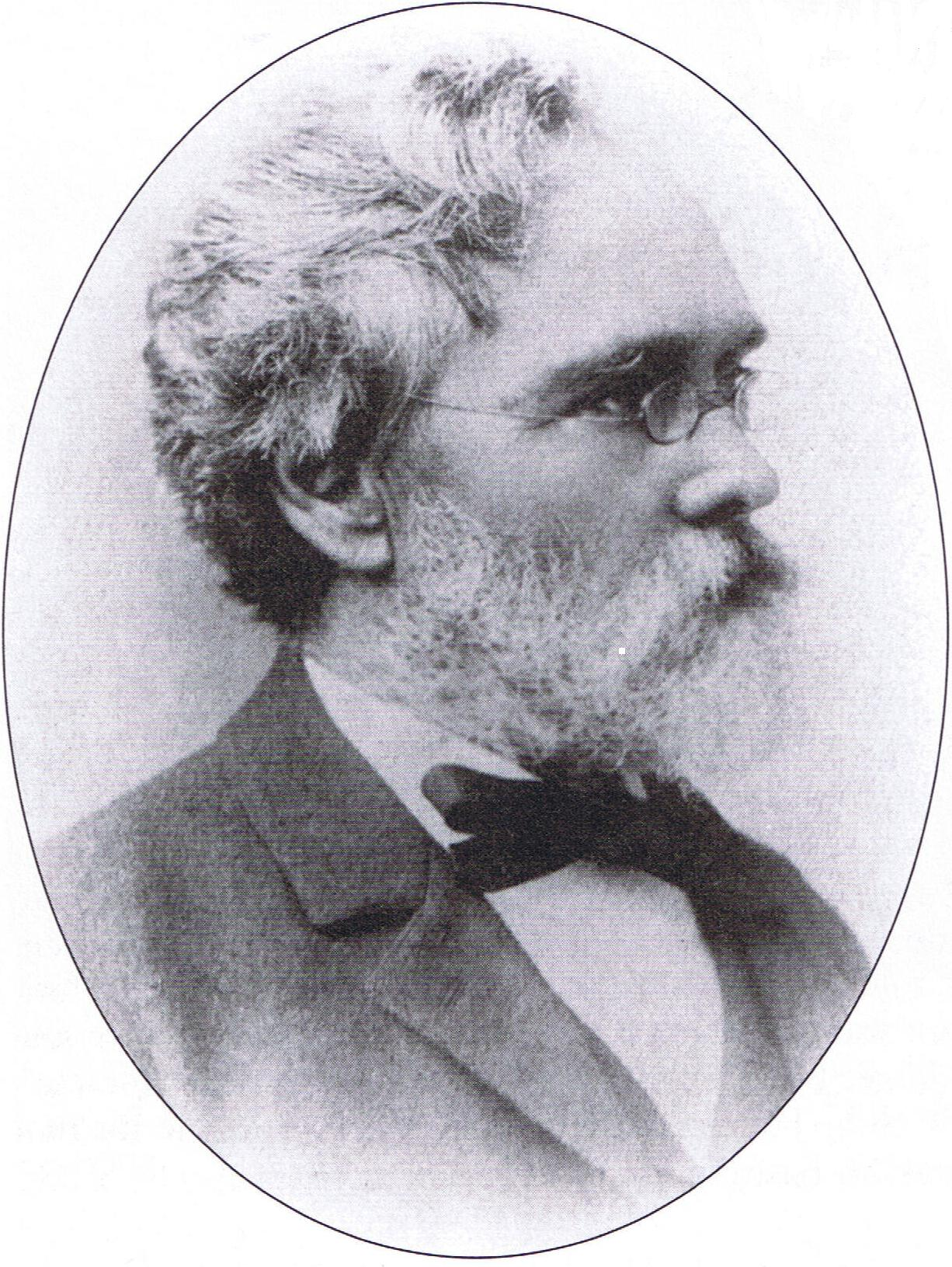
Calvert Vaux

Calvert Vaux FAIA (20 de dezembro de 1824 – 19 de novembro de 1895) foi um arquiteto e paisagista inglês-americano, mais conhecido como o co-designer, juntamente com seu protegido e sócio júnior Frederick Law Olmsted, do que se tornaria o Central Park de Nova York.

## Carreira
Vaux, por conta própria e em várias parcerias, projetou e criou dezenas de parques em todo o nordeste dos Estados Unidos, mais famosos em Nova York, Brooklyn e Buffalo. Ele introduziu novas ideias sobre a importância dos parques públicos na América durante um período agitado de urbanização. Essa industrialização da paisagem urbana inspirou Vaux a se concentrar em uma integração de edifícios, pontes e outras formas de arquitetura em seu ambiente natural. Ele privilegiou linhas naturalistas e curvilíneas em seus projetos.
Além da arquitetura paisagística, Vaux foi um arquiteto muito procurado até a década de 1870, quando seus modos de design não suportaram o retorno do país às formas clássicas. Sua parceria com Andrew Jackson Downing, uma figura importante na horticultura, paisagismo e arquitetura doméstica, levou-o de Londres para Newburgh, Nova York, em 1850. Lá, os elogios de Downing ao renascimento gótico e à arquitetura italianizada contribuíram para o crescimento pessoal de Vaux como designer de casas e paisagens. Após a morte repentina de Downing em 1852, Vaux foi deixado com seu assistente Frederick Clarke Withers para continuar o legado de Downing. Ele deixou Newburgh em 1856 para expandir sua prática em Nova York, onde começou, recebeu e completou comissões com Olmsted, Withers e Jacob Wrey Mould. Como resultado, o nome de Vaux foi frequentemente ofuscado por outros designers, como Olmsted, mas o público americano contemporâneo ainda reconhecia seus talentos.